# Laigh Kirk (Kilmarnock)

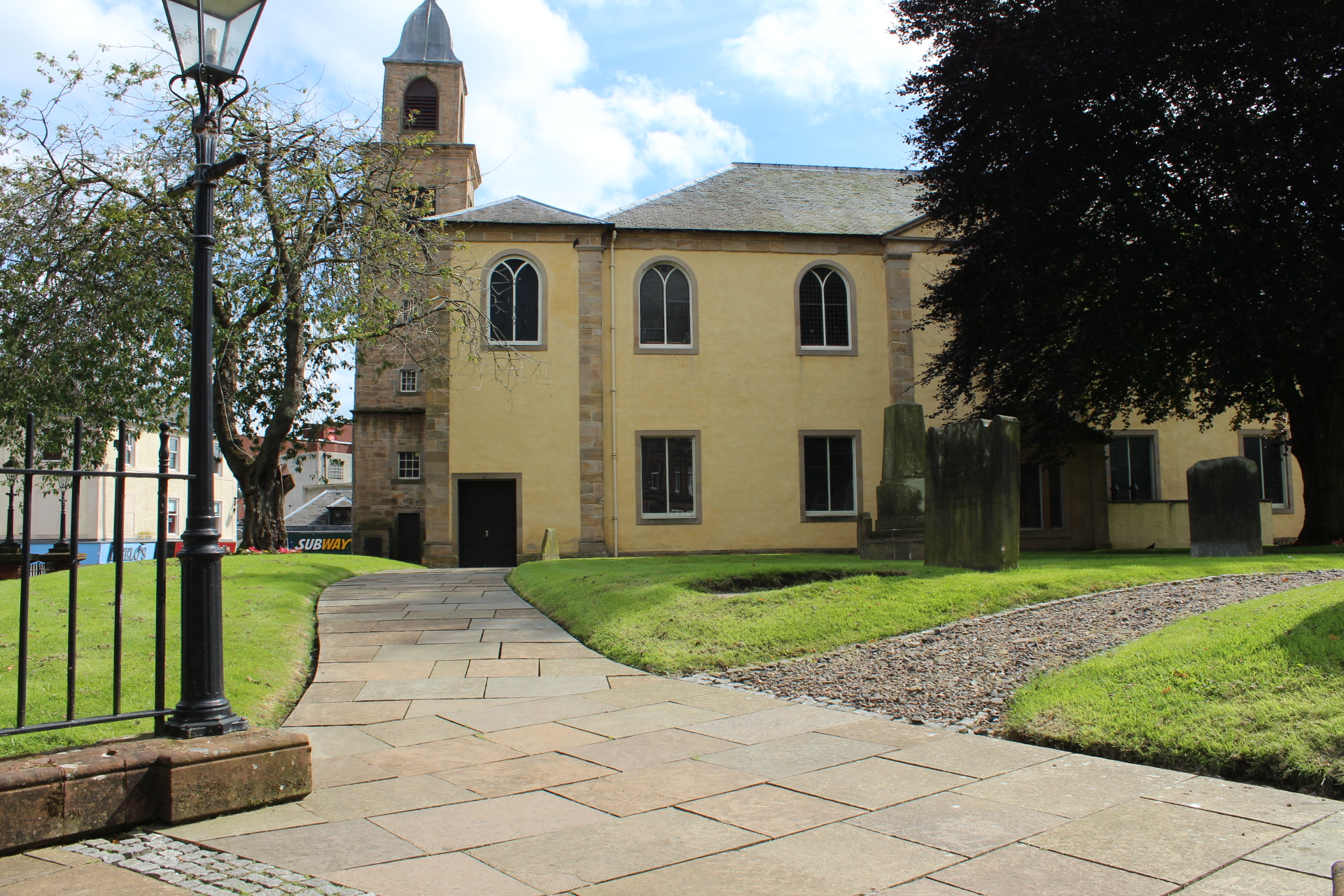
Laigh Kirk in Kilmarnock

Die Laigh Kirk ist ein klassizistisches Kirchengebäude der presbyterianischen Church of Scotland in der schottischen Stadt Kilmarnock in der Council Area East Ayrshire. 1971 wurde das Bauwerk in die schottischen Denkmallisten in der höchsten Denkmalkategorie A aufgenommen. Die Kirche ist noch als solche in Verwendung.

## Geschichte
Im 13. Jahrhundert wurde am oder nahe dem Standort der Laigh Kirk ein Kirchengebäude gleichen Namens errichtet. Laigh ist hierbei die schottische Schreibweise des Wortes „Low“ und bezieht sich auf den Standort in der Unterstadt. Eine Plakette am heutigen Glockenturm weist dessen Baujahr als 1410 aus. Anhand der Bausubstanz kann diese Jahresangabe für den heutigen Turm, der auf das 17. Jahrhundert datiert wird, jedoch ausgeschlossen werden. Möglicherweise stammt die Tafel aber von einem Vorgängerbauwerk. Nachdem die Kirche im Jahre 1731 als zu klein für die wachsende Gemeinde erachtet wurde, erfolgte 1750 ein größer dimensionierter Neubau.
Nachdem die Stabilität des Gebäudes schon seit einiger Zeit angezweifelt wurde, geschah am 18. Oktober 1801 ein Unglück. Die Kirche war zu diesem Zeitpunkt überfüllt, da die Pfarrstellen verschiedener umliegender Kirchen, darunter der Old High Kirk, vakant waren und viele Gläubige aus anderen Bezirken in die Laigh Kirk strömten. Kurz vor Beginn des Gottesdienstes löste sich ein Teil der Stuckverzierung von der Decke, woraufhin die Gläubigen, den Einsturz erwartend, panikartig das Gebäude verließen. Als Folge der Panik kamen insgesamt 30 Personen ums Leben. Eine nachträgliche Statikprüfung kam zu dem Schluss, dass der Dachstuhl möglicherweise der Belastung nicht gewachsen war, ein Einsturz jedoch nicht immanent war. Trotzdem wurde das Gebäude aufgegeben und niedergerissen.
Im Folgejahr wurde der Grundstein der heutigen Kirche gelegt. Diese wurde größer konzipiert und mit sieben weiten Türen ausgestattet, um eine gefahrlose Räumung der Kirche zu gewährleisten. Im Rahmen der Bauarbeiten wurde ein romanischer Altar eines Vorgängerbaus freigelegt. Im Jahre 1831 wurde die Laigh Kirk erweitert, 1853 mit einer Glocke versehen. Eine Orgel wurde 1877 installiert und in den 1920er Jahren ausgetauscht. Später wurde das Gebäude umfassend restauriert und modernisiert. Die jüngste Modernisierung wurde in den 1990er Jahren ausgeführt. Es wird weiterhin der Glockenturm aus dem 17. Jahrhundert genutzt.